# Auelsbach
Der Auelsbach ist ein 7,4 km langer, orographisch linker Nebenfluss der Agger in Lohmar im Rhein-Sieg-Kreis in Nordrhein-Westfalen.

## Geographie
Der Auelsbach entspringt im südöstlichen Lohmar, südöstlich von Birk. Von dort fließt der Auelsbach mäandrierend durch das nördliche Teilstück von Heide und unterquert die Kreisstraße K 13. Von Heide fließt der Auelsbach nach Albach und macht einen nordwärts gerichteten Bogen. Nordwestlich von Albach fließen rechtsseitig zwei namenlose Nebenflüsse zu. Der Auelsbach fließt dann  an Krölenbroich vorbei. In Richtung Nordwesten fließend fließt der Pferdsbach dem Auelsbach als orographisch rechter Nebenfluss zu. Nach einem großen Mäanderbogen fließt der Auelsbach an Lohmarhohn vorbei in Richtung Lohmar-Ort. Im Lohmarer Wald befindet sich ein groß dimensioniertes Hochwasserrückhaltebecken.
Nach dem Hochwasserrückhaltebecken fließt der Auelsbach immer gradliniger nach Lohmar, im Wohngebiet ist er stark begradigt worden und fließt stellenweise unterirdisch kanalisiert. Südlich der Burg Lohmar mündet der Auelsbach schließlich in die Agger.

## Nebenflüsse
- Breidenbach (r) mündet gegenüber von Heide
- namenloser Nebenfluss (r) mündet nordwestlich von Albach
- namenloser Nebenfluss (r) mündet nordwestlich von Albach
- Pferdsbach (r) mündet nordöstlich von Lohmarhohn
- Holzbach (l) mündet nordwestlich von Lohmarhohn

## Ortschaften am Verlauf
- Birk
- Heide
- Albach
- Krölenbroich
- Lohmarhohn
- Lohmar-Ort